# Fabella constricta
Fabella constricta is een tweekleppigensoort uit de familie van de Sportellidae. De wetenschappelijke naam van de soort is voor het eerst geldig gepubliceerd in 1841 door Conrad.